# Grand Prix Francji 2022
Grand Prix Francji 2022, oficjalnie Formula 1 Lenovo Grand Prix de France 2022 – dwunasta runda Mistrzostw Świata Formuły 1 w sezonie 2022. Grand Prix odbędzie się w dniach 22–24 lipca 2022 na torze Circuit Paul Ricard w Le Castellet. Wyścig wygrał Max Verstappen (Red Bull), a na podium stanęli kolejno obaj kierowcy Mercedesa – Lewis Hamilton oraz George Russell. Charles Leclerc (Ferrari), który zakwalifikował się z pole position nie ukończył wyścigu.

## Lista startowa
Na niebieskim tle kierowcy biorący udział jedynie w piątkowych treningach.
| Nr          | Kierowca         | Zespół                                         | Samochód                          | Silnik                      | Opony |
| ----------- | ---------------- | ---------------------------------------------- | --------------------------------- | --------------------------- | ----- |
| 1           | Max Verstappen   | Oracle Red Bull Racing                         | Red Bull RB18                     | Red Bull RBPTH001 1,6 V6T   | P     |
| 3           | Daniel Ricciardo | McLaren F1 Team                                | McLaren MCL36                     | Mercedes-AMG F1 M13 1,6 V6T | P     |
| 4           | Lando Norris     | McLaren F1 Team                                | McLaren MCL36                     | Mercedes-AMG F1 M13 1,6 V6T | P     |
| 5           | Sebastian Vettel | Aston Martin Aramco Cognizant Formula One Team | Aston Martin AMR22                | Mercedes-AMG F1 M13 1,6 V6T | P     |
| 6           | Nicholas Latifi  | Williams Racing                                | Williams FW44                     | Mercedes-AMG F1 M13 1,6 V6T | P     |
| 10          | Pierre Gasly     | Scuderia AlphaTauri                            | AlphaTauri AT03                   | Red Bull RBPTH001 1,6 V6T   | P     |
| 11          | Sergio Pérez     | Oracle Red Bull Racing                         | Red Bull RB18                     | Red Bull RBPTH001 1,6 V6T   | P     |
| 14          | Fernando Alonso  | BWT Alpine F1 Team                             | Alpine A522                       | Renault E-Tech RE22 1,6 V6T | P     |
| 16          | Charles Leclerc  | Scuderia Ferrari                               | Ferrari F1-75                     | Ferrari 066/7 1,6 V6T       | P     |
| 18          | Lance Stroll     | Aston Martin Aramco Cognizant Formula One Team | Aston Martin AMR22                | Mercedes-AMG F1 M13 1,6 V6T | P     |
| 19          | Nyck de Vries    | Mercedes-AMG Petronas Formula One Team         | Mercedes-AMG F1 W13 E Performance | Mercedes-AMG F1 M13 1,6 V6T | P     |
| 20          | Kevin Magnussen  | Haas F1 Team                                   | Haas VF-22                        | Ferrari 066/7 1,6 V6T       | P     |
| 22          | Yūki Tsunoda     | Scuderia AlphaTauri                            | AlphaTauri AT03                   | Red Bull RBPTH001 1,6 V6T   | P     |
| 23          | Alexander Albon  | Williams Racing                                | Williams FW44                     | Mercedes-AMG F1 M13 1,6 V6T | P     |
| 24          | Zhou Guanyu      | Alfa Romeo F1 Team ORLEN                       | Alfa Romeo C42                    | Ferrari 066/7 1,6 V6T       | P     |
| 31          | Esteban Ocon     | BWT Alpine F1 Team                             | Alpine A522                       | Renault E-Tech RE22 1,6 V6T | P     |
| 44          | Lewis Hamilton   | Mercedes-AMG Petronas Formula One Team         | Mercedes-AMG F1 W13 E Performance | Mercedes-AMG F1 M13 1,6 V6T | P     |
| 47          | Mick Schumacher  | Haas F1 Team                                   | Haas VF-22                        | Ferrari 066/7 1,6 V6T       | P     |
| 55          | Carlos Sainz Jr. | Scuderia Ferrari                               | Ferrari F1-75                     | Ferrari 066/7 1,6 V6T       | P     |
| 63          | George Russell   | Mercedes-AMG Petronas Formula One Team         | Mercedes-AMG F1 W13 E Performance | Mercedes-AMG F1 M13 1,6 V6T | P     |
| 77          | Valtteri Bottas  | Alfa Romeo F1 Team ORLEN                       | Alfa Romeo C42                    | Ferrari 066/7 1,6 V6T       | P     |
| 88          | Robert Kubica    | Alfa Romeo F1 Team ORLEN                       | Alfa Romeo C42                    | Ferrari 066/7 1,6 V6T       | P     |
| Źródło: FIA |                  |                                                |                                   |                             |       |

## Wyniki

### Zwycięzcy sesji treningowych
| Sesja       | Nr | Kierowca         | Konstruktor | Czas     | Okr. |
| ----------- | -- | ---------------- | ----------- | -------- | ---- |
| 1           | 16 | Charles Leclerc  | Ferrari     | 1:33,930 | 23   |
| 2           | 55 | Carlos Sainz Jr. | Ferrari     | 1:32,527 | 22   |
| 3           | 1  | Max Verstappen   | Red Bull    | 1:32,272 | 23   |
| Źródło: FIA |    |                  |             |          |      |

### Kwalifikacje
| P                    | Nr | Kierowca         | Konstruktor                  | Czasy w kwalifikacjach | Czasy w kwalifikacjach | Czasy w kwalifikacjach | Poz. s. |
| P                    | Nr | Kierowca         | Konstruktor                  | Q1                     | Q2                     | Q3                     | Poz. s. |
| -------------------- | -- | ---------------- | ---------------------------- | ---------------------- | ---------------------- | ---------------------- | ------- |
| 1                    | 16 | Charles Leclerc  | Ferrari                      | 1:31,727               | 1:31,216               | 1:30,872               | 1       |
| 2                    | 1  | Max Verstappen   | Red Bull Racing-RBPT         | 1:31,891               | 1:31,990               | 1:31,176               | 2       |
| 3                    | 11 | Sergio Pérez     | Red Bull Racing-RBPT         | 1:32,354               | 1:32,120               | 1:31,335               | 3       |
| 4                    | 44 | Lewis Hamilton   | Mercedes                     | 1:33,041               | 1:32,274               | 1:31,765               | 4       |
| 5                    | 4  | Lando Norris     | McLaren-Mercedes             | 1:32,672               | 1:32,777               | 1:32,032               | 5       |
| 6                    | 63 | George Russell   | Mercedes                     | 1:33,109               | 1:32,633               | 1:32,131               | 6       |
| 7                    | 14 | Fernando Alonso  | Alpine-Renault               | 1:32,819               | 1:32,631               | 1:32,552               | 7       |
| 8                    | 22 | Yūki Tsunoda     | AlphaTauri-RBPT              | 1:33,394               | 1:32,836               | 1:32,780               | 8       |
| 9                    | 55 | Carlos Sainz Jr. | Ferrari                      | 1:32,297               | 1:31,081               | —                      | 19      |
| 10                   | 20 | Kevin Magnussen  | Haas-Ferrari                 | 1:32,756               | 1:32,649               | —                      | 20      |
| 11                   | 3  | Daniel Ricciardo | McLaren-Mercedes             | 1:33,404               | 1:32,922               |                        | 9       |
| 12                   | 31 | Esteban Ocon     | Alpine-Renault               | 1:33,346               | 1:33,048               |                        | 10      |
| 13                   | 77 | Valtteri Bottas  | Alfa Romeo-Ferrari           | 1:33,034               | 1:33,052               |                        | 11      |
| 14                   | 5  | Sebastian Vettel | Aston Martin Aramco-Mercedes | 1:33,285               | 1:33,276               |                        | 12      |
| 15                   | 23 | Alexander Albon  | Williams-Mercedes            | 1:33,423               | 1:33,307               |                        | 13      |
| 16                   | 10 | Pierre Gasly     | AlphaTauri-RBPT              | 1:33,439               |                        |                        | 14      |
| 17                   | 18 | Lance Stroll     | Aston Martin Aramco-Mercedes | 1:33,439               |                        |                        | 15      |
| 18                   | 24 | Zhou Guanyu      | Alfa Romeo-Ferrari           | 1:33,674               |                        |                        | 16      |
| 19                   | 47 | Mick Schumacher  | Haas-Ferrari                 | 1:33,701               |                        |                        | 17      |
| 20                   | 6  | Nicholas Latifi  | Williams-Mercedes            | 1:33,794               |                        |                        | 18      |
| 107% czasu: 1:38,147 |    |                  |                              |                        |                        |                        |         |
| Źródło: FIA          |    |                  |                              |                        |                        |                        |         |

Uwagi
1. ↑  Carlos Sainz Jr. otrzymał karę cofnięcia na koniec stawki za wymianę elementów jednostki napędowej ponad regulaminowy limit[6].
2. ↑  Kevin Magnussen otrzymał karę cofnięcia na koniec stawki za wymianę elementów jednostki napędowej ponad regulaminowy limit[7].

### Wyścig
| P           | Nr | Kierowca         | Konstruktor                  | Okr. | Czas                       | Start | +/–       | Punkty |
| ----------- | -- | ---------------- | ---------------------------- | ---- | -------------------------- | ----- | --------- | ------ |
| 1           | 1  | Max Verstappen   | Red Bull Racing-RBPT         | 53   | 1:30:02,112                | 2     | 1         | 25     |
| 2           | 44 | Lewis Hamilton   | Mercedes                     | 53   | +10,587                    | 4     | 2         | 18     |
| 3           | 63 | George Russell   | Mercedes                     | 53   | +16,495                    | 6     | 3         | 15     |
| 4           | 11 | Sergio Pérez     | Red Bull Racing-RBPT         | 53   | +17,310                    | 3     | 1         | 12     |
| 5           | 55 | Carlos Sainz Jr. | Ferrari                      | 53   | +28,872                    | 19    | 14        | 10+1   |
| 6           | 14 | Fernando Alonso  | Alpine-Renault               | 53   | +42,879                    | 7     | 1         | 8      |
| 7           | 4  | Lando Norris     | McLaren-Mercedes             | 53   | +52,026                    | 5     | 2         | 6      |
| 8           | 31 | Esteban Ocon     | Alpine-Renault               | 53   | +56,959                    | 10    | 2         | 4      |
| 9           | 3  | Daniel Ricciardo | McLaren-Mercedes             | 53   | +1:00,372                  | 9     | Bez zmian | 2      |
| 10          | 18 | Lance Stroll     | Aston Martin Aramco-Mercedes | 53   | +1:02,549                  | 15    | 5         | 1      |
| 11          | 5  | Sebastian Vettel | Aston Martin Aramco-Mercedes | 53   | +1:04,494                  | 12    | 1         |        |
| 12          | 10 | Pierre Gasly     | AlphaTauri-RBPT              | 53   | +1:05,448                  | 14    | 2         |        |
| 13          | 23 | Alexander Albon  | Williams-Mercedes            | 53   | +1:08,565                  | 13    | Bez zmian |        |
| 14          | 77 | Valtteri Bottas  | Alfa Romeo-Ferrari           | 53   | +1:16,666                  | 11    | 3         |        |
| 15          | 47 | Mick Schumacher  | Haas-Ferrari                 | 53   | +1:20,394                  | 17    | 2         |        |
| 16          | 24 | Zhou Guanyu      | Alfa Romeo-Ferrari           | 47   | NU (jednostka mocy)        | 16    | Bez zmian |        |
| NS          | 6  | Nicholas Latifi  | Williams-Mercedes            | 40   | NU (uszkodzenia kolizyjne) | 18    |           |        |
| NS          | 20 | Kevin Magnussen  | Haas-Ferrari                 | 37   | NU (uszkodzenia kolizyjne) | 20    |           |        |
| NS          | 16 | Charles Leclerc  | Ferrari                      | 17   | NU (wypadek)               | 1     |           |        |
| NS          | 22 | Yūki Tsunoda     | AlphaTauri-RBPT              | 17   | NU (podwozie)              | 8     |           |        |
| Źródło: FIA |    |                  |                              |      |                            |       |           |        |

Uwagi
1. ↑  Dodatkowy 1 punkt jest przyznawany kierowcy, który ustanowił najszybsze okrążenie w wyścigu, pod warunkiem, że ukończył wyścig w pierwszej 10.
2. ↑  Zhou Guanyu został sklasyfikowany, ponieważ przejechał więcej niż 90% dystansu wyścigu.

### Najszybsze okrążenie
| Nr          | Kierowca         | Konstruktor | Czas     | Okr. |
| ----------- | ---------------- | ----------- | -------- | ---- |
| 55          | Carlos Sainz Jr. | Ferrari     | 1:35,781 | 51   |
| Źródło: FIA |                  |             |          |      |

### Prowadzenie w wyścigu
| Nr                              | Kierowca        | Konstruktor | Okrążenia | Suma |
| ------------------------------- | --------------- | ----------- | --------- | ---- |
| 16                              | Charles Leclerc | Ferrari     | 1–17      | 17   |
| 44                              | Lewis Hamilton  | Mercedes    | 18        | 1    |
| 1                               | Max Verstappen  | Red Bull    | 19–53     | 35   |
| \| Wykres \| \| ------ \| \| \| |                 |             |           |      |
| Źródło: FIA                     |                 |             |           |      |
| Wykres                          |                 |             |           |      |
|                                 |                 |             |           |      |

## Klasyfikacja po wyścigu

### Kierowcy
Źródło: FIA
| P  | +/− | Kierowca         | Starty | Punkty | P1 | P2 | P3 | PP | NO | NS |
| -- | --- | ---------------- | ------ | ------ | -- | -- | -- | -- | -- | -- |
| 1  | 0   | Max Verstappen   | 12     | 233    | 7  | 1  | 1  | 3  | 3  | 1  |
| 2  | 0   | Charles Leclerc  | 12     | 170    | 3  | 2  | –  | 7  | 3  | 3  |
| 3  | 0   | Sergio Pérez     | 12     | 163    | 1  | 5  | –  | 1  | 2  | 2  |
| 4  | 0   | Carlos Sainz Jr. | 12     | 144    | 1  | 3  | 2  | 1  | 2  | 4  |
| 5  | 0   | George Russell   | 12     | 143    | –  | –  | 4  | –  | –  | 1  |
| 6  | 0   | Lewis Hamilton   | 12     | 127    | –  | 1  | 4  | –  | 1  | –  |
| 7  | 0   | Lando Norris     | 12     | 70     | –  | –  | 1  | –  | 1  | 1  |
| 8  | 0   | Esteban Ocon     | 12     | 56     | –  | –  | –  | –  | –  | 1  |
| 9  | 0   | Valtteri Bottas  | 12     | 46     | –  | –  | –  | –  | –  | 2  |
| 10 | 0   | Fernando Alonso  | 12     | 37     | –  | –  | –  | –  | –  | 2  |
| 11 | 0   | Kevin Magnussen  | 12     | 22     | –  | –  | –  | –  | –  | 3  |
| 12 | 0   | Daniel Ricciardo | 12     | 19     | –  | –  | –  | –  | –  | 1  |
| 13 | 0   | Pierre Gasly     | 12     | 16     | –  | –  | –  | –  | –  | 3  |
| 14 | 0   | Sebastian Vettel | 10     | 15     | –  | –  | –  | –  | –  | 1  |
| 15 | 0   | Mick Schumacher  | 12     | 12     | –  | –  | –  | –  | –  | 3  |
| 16 | 0   | Yūki Tsunoda     | 12     | 11     | –  | –  | –  | –  | –  | 3  |
| 17 | 0   | Zhou Guanyu      | 12     | 5      | –  | –  | –  | –  | –  | 4  |
| 18 | +1  | Lance Stroll     | 12     | 4      | –  | –  | –  | –  | –  | –  |
| 19 | −1  | Alexander Albon  | 12     | 3      | –  | –  | –  | –  | –  | 1  |
| 20 | 0   | Nicholas Latifi  | 12     | 0      | –  | –  | –  | –  | –  | 4  |
| 21 | 0   | Nico Hülkenberg  | 2      | 0      | –  | –  | –  | –  | –  | –  |
| P  | +/− | Kierowca         | Starty | Punkty | P1 | P2 | P3 | PP | NO | NS |

### Konstruktorzy
Źródło: FIA
| P  | +/− | Konstruktor                  | Starty | Punkty | P1 | P2 | P3 | PP | NO | NS |
| -- | --- | ---------------------------- | ------ | ------ | -- | -- | -- | -- | -- | -- |
| 1  | 0   | Red Bull Racing-RBPT         | 24     | 396    | 8  | 6  | 1  | 4  | 5  | 3  |
| 2  | 0   | Ferrari                      | 24     | 314    | 4  | 5  | 2  | 8  | 5  | 7  |
| 3  | 0   | Mercedes                     | 24     | 270    | –  | 1  | 8  | –  | 1  | 1  |
| 4  | +1  | Alpine-Renault               | 24     | 93     | –  | –  | –  | –  | –  | 3  |
| 5  | −1  | McLaren-Mercedes             | 24     | 89     | –  | –  | 1  | –  | 1  | 2  |
| 6  | 0   | Alfa Romeo Racing-Ferrari    | 24     | 51     | –  | –  | –  | –  | –  | 6  |
| 7  | 0   | Haas-Ferrari                 | 24     | 34     | –  | –  | –  | –  | –  | 6  |
| 8  | 0   | Scuderia AlphaTauri-RBPT     | 24     | 27     | –  | –  | –  | –  | –  | 6  |
| 9  | 0   | Aston Martin Aramco-Mercedes | 24     | 19     | –  | –  | –  | –  | –  | 1  |
| 10 | 0   | Williams-Mercedes            | 24     | 3      | –  | –  | –  | –  | –  | 5  |
| P  | +/− | Konstruktor                  | Starty | Punkty | P1 | P2 | P3 | PP | NO | NS |